# Associazione Calcio Cesena 1982-1983
Questa voce raccoglie le informazioni riguardanti l'Associazione Calcio Cesena nelle competizioni ufficiali della stagione 1982-1983.

## Stagione
Prima dell'inizio del campionato, il Comune di Cesena, alla morte di Dino Manuzzi avvenuta il 29 maggio 1982, decise di cambiare il nome dello stadio da Stadio La Fiorita a "Stadio Dino Manuzzi".
Dopo la tranquilla salvezza della stagione precedente, il Cesena retrocede in serie B con una giornata di anticipo a seguito di un girone di ritorno disastroso che la vedrà vincere una sola volta su 15 partite.
In Coppa Italia la corsa, dopo aver passato il girone eliminatorio in scioltezza, si fermerà agli ottavi di finale soccombendo nella trasferta di Napoli dopo aver battuto i partenopei in casa per 1-0.

## Divise e sponsor
Lo sponsor tecnico per la stagione 1982-1983 fu adidas, mentre lo sponsor ufficiale fu Fratelli Dieci.
| Prima divisa |

## Organigramma societario
Area direttiva
- Presidente: Edmeo Lugaresi
- Segretario: Pietro Sarti
- Direttore sportivo: Pier Luigi Cera

Area sanitaria
- Medici sociali: Gilberto D'Altri ed Enzo Pretolani
- Massaggiatore: Francesco Agnoletti

Area tecnica
- Direttore tecnico: Renato Lucchi
- Preparatore atletico: Alberto Piraccini
- Allenatore: Bruno Bolchi
- Allenatore in seconda: Emilio Bonci
- Allenatore Primavera: Sandro Tiberi

## Rosa
| N. |                   | Ruolo | Calciatore           |
| -- | ----------------- | ----- | -------------------- |
|    | Italia (bandiera) | P     | Domenico Delli Pizzi |
|    | Italia (bandiera) | P     | Angelo Recchi        |
|    | Italia (bandiera) | D     | Daniele Arrigoni     |
|    | Italia (bandiera) | D     | Corrado Benedetti    |
|    | Italia (bandiera) | D     | Daniele Conti        |
|    | Italia (bandiera) | D     | Giovanni Mei         |
|    | Italia (bandiera) | D     | Gabriele Morganti    |
|    | Italia (bandiera) | D     | Giancarlo Oddi       |
|    | Italia (bandiera) | D     | Giampiero Ceccarelli |
|    | Italia (bandiera) | C     | Ruben Buriani        |
|    | Italia (bandiera) | C     | Roberto Filippi      |

| N. |                    | Ruolo | Calciatore        |
| -- | ------------------ | ----- | ----------------- |
|    | Italia (bandiera)  | C     | Augusto Gabriele  |
|    | Italia (bandiera)  | C     | Antonio Genzano   |
|    | Italia (bandiera)  | C     | Fabio Lupo        |
|    | Italia (bandiera)  | C     | Fabrizio Mastini  |
|    | Italia (bandiera)  | C     | Adelio Moro       |
|    | Italia (bandiera)  | C     | Adriano Piraccini |
|    | Italia (bandiera)  | A     | Massimo Agostini  |
|    | Italia (bandiera)  | A     | Oliviero Garlini  |
|    | Italia (bandiera)  | A     | Gianluca Righetti |
|    | Italia (bandiera)  | A     | Marco Rossi       |
|    | Austria (bandiera) | A     | Walter Schachner  |

## Calciomercato
| Acquisti         | Acquisti             | Acquisti | Acquisti   |
| R.               | Nome                 | da       | Modalità   |
| ---------------- | -------------------- | -------- | ---------- |
| C                | Adelio Moro          | Milan    | definitivo |
| C                | Ruben Buriani        | Milan    | definitivo |
| Altre operazioni |                      |          |            |
| R.               | Nome                 | da       | Modalità   |
| D                | Corrado Benedetti    | Bologna  | definitivo |
| D                | Gabriele Morganti    | Como     | definitivo |
| P                | Domenico Delli Pizzi | Forlì    | definitivo |

| Cessioni         | Cessioni            | Cessioni     | Cessioni      |
| R.               | Nome                | a            | Modalità      |
| ---------------- | ------------------- | ------------ | ------------- |
| C                | Vinicio Verza       | Milan        | definitivo    |
| C                | Fabrizio Lucchi     | Bari         | definitivo    |
| D                | Antonio Perego      | L.R. Vicenza | definitivo    |
| D                | Massimo Storgato    | Juventus     | fine prestito |
| Altre operazioni |                     |              |               |
| R.               | Nome                | a            | Modalità      |
| P                | Sebastiano Rossi    | Forlì        | prestito      |
| P                | Stefano Dadina      | Ravenna      | definitivo    |
| A                | Giovanni Roccotelli | Foggia       | definitivo    |
| D                | Giancarlo Boldini   | Fano         | definitivo    |
| D                | Walter Bianchi      | Rimini       | definitivo    |
| C                | Daniele Zoratto     | Rimini       | definitivo    |

## Risultati

### Serie A

#### Andata
| Cesena 12 settembre 1982 1ª giornata | Cesena          | 0 – 0 | Pisa | Stadio Dino Manuzzi\| Arbitro: \| Magni (Bergamo) \| |
| Arbitro:                             | Magni (Bergamo) |       |      |                                                      |

| Arbitro: | Benedetti (Roma) |

|                         |           |  |
| Bettega 47’ Platini 62’ | Marcatori |  |

| Arbitro: | Angelelli (Terni) |

|                    |           |  |
| Schachner 77’, 81’ | Marcatori |  |

| Arbitro: | Bianciardi (Siena) |

|            |           |                      |
| Bacchin 7’ | Marcatori | 78’ (aut.) Venturini |

| Arbitro: | Pairetto (Torino) |

|  |           |              |
|  | Marcatori | 2’ Antonelli |

| Arbitro: | Lo Bello (Siracusa) |

|            |           |  |
| Pruzzo 10’ | Marcatori |  |

| Arbitro: | Benedetti (Roma) |

|                                       |           |                               |
| Schachner 77’ Garlini 80’ Buriani 80’ | Marcatori | 13’, 64’ Graziani 69’ Bertoni |

| Genova 31 ottobre 1982 8ª giornata | Sampdoria        | 0 – 0 | Cesena | Stadio Luigi Ferraris\| Arbitro: \| Lanese (Messina) \| |
| Arbitro:                           | Lanese (Messina) |       |        |                                                         |

| Arbitro: | Ballerini (La Spezia) |

|                           |           |                         |
| Garlini 12’ Piraccini 38’ | Marcatori | 3’ Bergamaschi 86’ Bini |

| Arbitro: | Pieri (Genova) |

|               |           |  |
| Piraccini 10’ | Marcatori |  |

| Arbitro: | Bianciardi (Siena) |

|  |           |             |
|  | Marcatori | 49’ Buriani |

| Cesena 12 dicembre 1982 12ª giornata | Cesena           | 0 – 0 | Cagliari | Stadio Dino Manuzzi\| Arbitro: \| Paparesta (Bari) \| |
| Arbitro:                             | Paparesta (Bari) |       |          |                                                       |

| Arbitro: | Ballerini (La Spezia) |

|                  |           |               |
| Penzo 69’ (rig.) | Marcatori | 69’ Schachner |

| Arbitro: | Facchin (Udine) |

|                |           |             |
| Mei 37’ (aut.) | Marcatori | 29’ Buriani |

| Cesena 9 gennaio 1983 15ª giornata | Cesena                       | 0 – 0 | Napoli | Stadio Dino Manuzzi\| Arbitro: \| Agnolin (Bassano del Grappa) \| |
| Arbitro:                           | Agnolin (Bassano del Grappa) |       |        |                                                                   |

#### Ritorno
| Arbitro: | Magni (Bergamo) |

|               |           |  |
| Berggreen 77’ | Marcatori |  |

| Arbitro: | Mattei (Macerata) |

|                    |           |                      |
| Schachner 17’, 27’ | Marcatori | 29’ Brio 61’ Bettega |

| Arbitro: | Menegali (Roma) |

|               |           |  |
| Barbadillo 7’ | Marcatori |  |

| Cesena 6 febbraio 1983 19ª giornata | Cesena             | 0 – 0 | Catanzaro | Stadio Dino Manuzzi\| Arbitro: \| Lombardo (Marsala) \| |
| Arbitro:                            | Lombardo (Marsala) |       |           |                                                         |

| Arbitro: | Paparesta (Bari) |

|                    |           |                 |
| Antonelli 61’, 74’ | Marcatori | 22’ (rig.) Moro |

| Arbitro: | Bergamo (Livorno) |

|              |           |            |
| Arrigoni 74’ | Marcatori | 71’ Pruzzo |

| Arbitro: | Pairetto (Torino) |

|                                                         |           |  |
| Recchi 19’ (aut.) Antognoni 41’, 78’ (rig.) Massaro 52’ | Marcatori |  |

| Arbitro: | Barbaresco (Cormons) |

|  |           |                           |
|  | Marcatori | 15’ Francis 48’ Scanziani |

| Arbitro: | Longhi (Roma) |

|                                |           |              |
| Altobelli 35’ (rig.), 55’, 85’ | Marcatori | 9’ Schachner |

| Arbitro: | Bergamo (Livorno) |

|                                |           |                 |
| Virdis 9’ Edinho 25’ Miano 59’ | Marcatori | 36’ (rig.) Moro |

| Arbitro: | Agnolin (Bassano del Grappa) |

|                                 |           |  |
| Danova 68’ (aut.) Schachner 89’ | Marcatori |  |

| Cagliari 24 aprile 1983 27ª giornata | Cagliari          | 0 – 0 | Cesena | Stadio Sant'Elia\| Arbitro: \| Mattei (Macerata) \| |
| Arbitro:                             | Mattei (Macerata) |       |        |                                                     |

| Arbitro: | Menegali (Roma) |

|             |           |                            |
| Garlini 74’ | Marcatori | 24’ Fanna 67’ (rig.) Penzo |

| Arbitro: | Lanese (Messina) |

|                  |           |             |
| Brini 44’ (aut.) | Marcatori | 78’ Boldini |

| Arbitro: | Benedetti (Roma) |

|               |           |  |
| Dal Fiume 54’ | Marcatori |  |

### Coppa Italia

#### Girone 7
| San Benedetto del Tronto 18 agosto 1982 1ª giornata | Sambenedettese   | 0 – 0 | Cesena | Stadio Fratelli Ballarin\| Arbitro: \| Benedetti (Roma) \| |
| Arbitro:                                            | Benedetti (Roma) |       |        |                                                            |

| Arbitro: | Giaffreda (Roma) |

|                     |           |  |
| Mei 11’ Garlini 68’ | Marcatori |  |

| Arbitro: | Paparesta (Bari) |

|                            |           |                         |
| Oddi 87’ (aut.) Frutti 89’ | Marcatori | 35’, 39’, 49’ Schachner |

| Arbitro: | Mattei (Macerata) |

|              |           |                                             |
| Frediani 58’ | Marcatori | 16’ Garlini 43’ (aut.) Frediani 52’ Buriani |

| Arbitro: | D'Elia (Salerno) |

|                          |           |  |
| Gabriele 80’ Garlini 81’ | Marcatori |  |

#### Ottavi di finale
| Arbitro: | Falzier (Treviso) |

|                 |           |  |
| Krol 58’ (aut.) | Marcatori |  |

| Arbitro: | Lombardo (Marsala) |

|                         |           |  |
| Díaz 56’ Pellegrini 66’ | Marcatori |  |

## Statistiche

### Statistiche di squadra
| Competizione | Punti | In casa | In casa | In casa | In casa | In casa | In casa | In trasferta | In trasferta | In trasferta | In trasferta | In trasferta | In trasferta | Totale | Totale | Totale | Totale | Totale | Totale | DR  |
| Competizione | Punti | G       | V       | N       | P       | Gf      | Gs      | G            | V            | N            | P            | Gf           | Gs           | G      | V      | N      | P      | Gf     | Gs     | DR  |
| ------------ | ----- | ------- | ------- | ------- | ------- | ------- | ------- | ------------ | ------------ | ------------ | ------------ | ------------ | ------------ | ------ | ------ | ------ | ------ | ------ | ------ | --- |
| Serie A      | 22    | 15      | 3       | 9       | 3       | 15      | 14      | 15           | 1            | 5            | 9            | 7            | 21           | 30     | 4      | 14     | 12     | 22     | 35     | -13 |
| Coppa Italia |       | 3       | 3       | 0       | 0       | 5       | 0       | 4            | 2            | 1            | 1            | 6            | 5            | 7      | 5      | 1      | 1      | 11     | 5      | +6  |
| Totale       | -     | 18      | 6       | 9       | 3       | 20      | 14      | 19           | 3            | 6            | 10           | 13           | 26           | 37     | 9      | 15     | 13     | 33     | 40     | -7  |

### Statistiche dei giocatori
Fonte:
| Giocatore      | Serie A  | Serie A | Serie A     | Serie A    | Coppa Italia | Coppa Italia | Coppa Italia | Coppa Italia | Totale   | Totale | Totale      | Totale     |
| Giocatore      | Presenze | Reti    | Ammonizioni | Espulsioni | Presenze     | Reti         | Ammonizioni  | Espulsioni   | Presenze | Reti   | Ammonizioni | Espulsioni |
| -------------- | -------- | ------- | ----------- | ---------- | ------------ | ------------ | ------------ | ------------ | -------- | ------ | ----------- | ---------- |
| M. Agostini    | -        | -       | -           | -          | 1            | 0            | ?            | ?            | 1        | 0      | 0+          | 0+         |
| D. Arrigoni    | 15       | 1       | ?           | ?          | 3            | 0            | ?            | ?            | 18       | 1      | ?           | ?          |
| C. Benedetti   | 27       | 0       | ?           | ?          | 7            | 0            | ?            | ?            | 34       | 0      | ?           | ?          |
| R. Buriani     | 28       | 3       | ?           | ?          | 7            | 1            | ?            | ?            | 35       | 4      | ?           | ?          |
| G. Ceccarelli  | 26       | 0       | ?           | ?          | 5            | 0            | ?            | ?            | 31       | 0      | ?           | ?          |
| D. Conti       | 4        | 0       | ?           | ?          | 2            | 0            | ?            | ?            | 6        | 0      | ?           | ?          |
| D. Delli Pizzi | 6        | -6      | ?           | ?          | 2            | -2           | ?            | ?            | 8        | -8     | ?           | ?          |
| R. Filippi     | 24       | 0       | ?           | ?          | 6            | 0            | ?            | ?            | 30       | 0      | ?           | ?          |
| A. Gabriele    | 26       | 0       | ?           | ?          | 4            | 1            | ?            | ?            | 30       | 1      | ?           | ?          |
| O. Garlini     | 27       | 3       | ?           | ?          | 6            | 3            | ?            | ?            | 33       | 6      | ?           | ?          |
| A. Genzano     | 25       | 0       | ?           | ?          | 3            | 0            | ?            | ?            | 28       | 0      | ?           | ?          |
| F. Lupo        | -        | -       | -           | -          | 1            | 0            | ?            | ?            | 1        | 0      | 0+          | 0+         |
| F. Mastini     | 5        | 0       | ?           | ?          | 1            | 0            | ?            | ?            | 6        | 0      | ?           | ?          |
| G. Mei         | 24       | 0       | ?           | ?          | 6            | 1            | ?            | ?            | 30       | 1      | ?           | ?          |
| G. Morganti    | 7        | 0       | ?           | ?          | 3            | 0            | ?            | ?            | 10       | 0      | ?           | ?          |
| A. Moro        | 15       | 2       | ?           | ?          | 7            | 0            | ?            | ?            | 22       | 2      | ?           | ?          |
| G. Oddi        | 22       | 0       | ?           | ?          | 4            | 0            | ?            | ?            | 26       | 0      | ?           | ?          |
| A. Piraccini   | 28       | 2       | ?           | ?          | 6            | 0            | ?            | ?            | 34       | 2      | ?           | ?          |
| A. Recchi      | 25       | -29     | ?           | ?          | 5            | -3           | ?            | ?            | 30       | -32    | ?           | ?          |
| G. Righetti    | 5        | 0       | ?           | ?          | 2            | 0            | ?            | ?            | 7        | 0      | ?           | ?          |
| M. Rossi       | 11       | 0       | ?           | ?          | 3            | 0            | ?            | ?            | 14       | 0      | ?           | ?          |
| W. Schachner   | 30       | 8       | ?           | ?          | 7            | 3            | ?            | ?            | 37       | 11     | ?           | ?          |